# Cerapachys suscitatus
Cerapachys suscitatus är en myrart som först beskrevs av Hugo Viehmeyer 1913.  Cerapachys suscitatus ingår i släktet Cerapachys och familjen myror. Inga underarter finns listade i Catalogue of Life.

## Bildgalleri

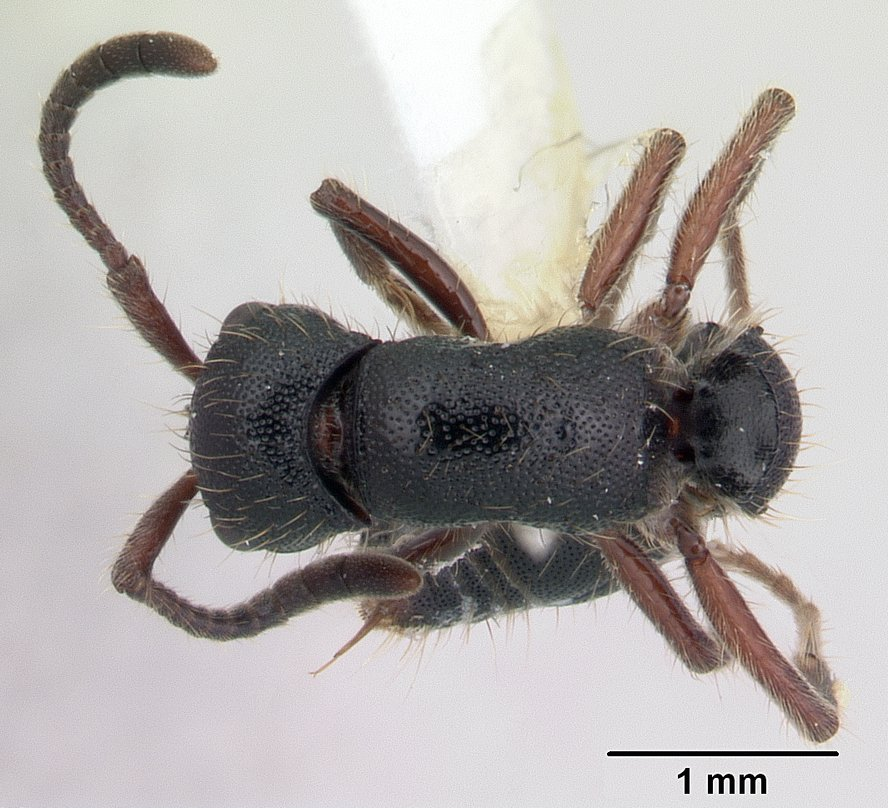
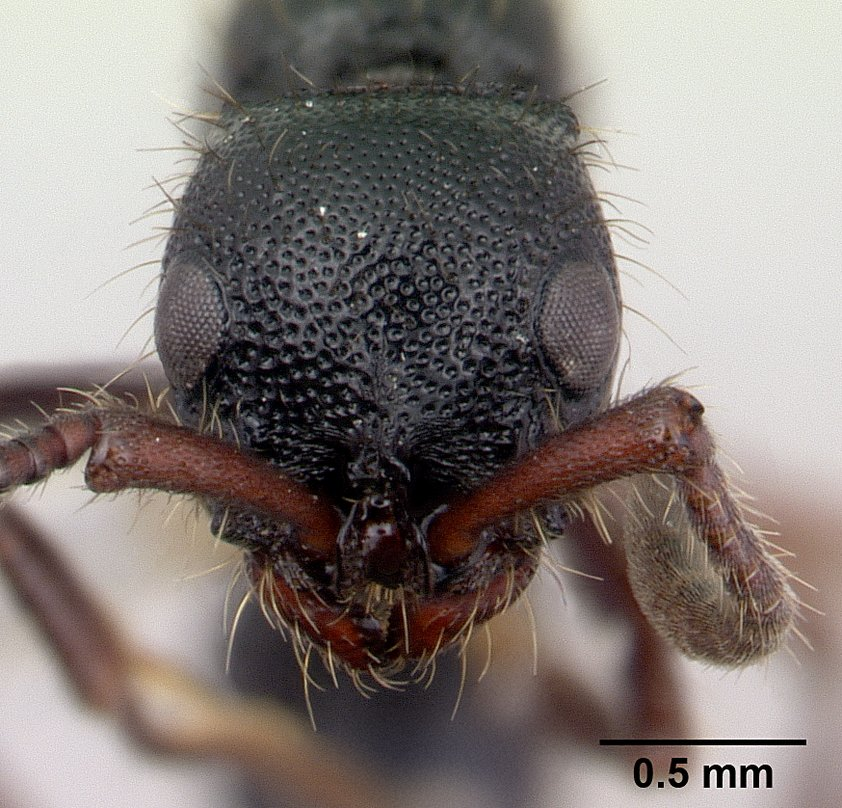
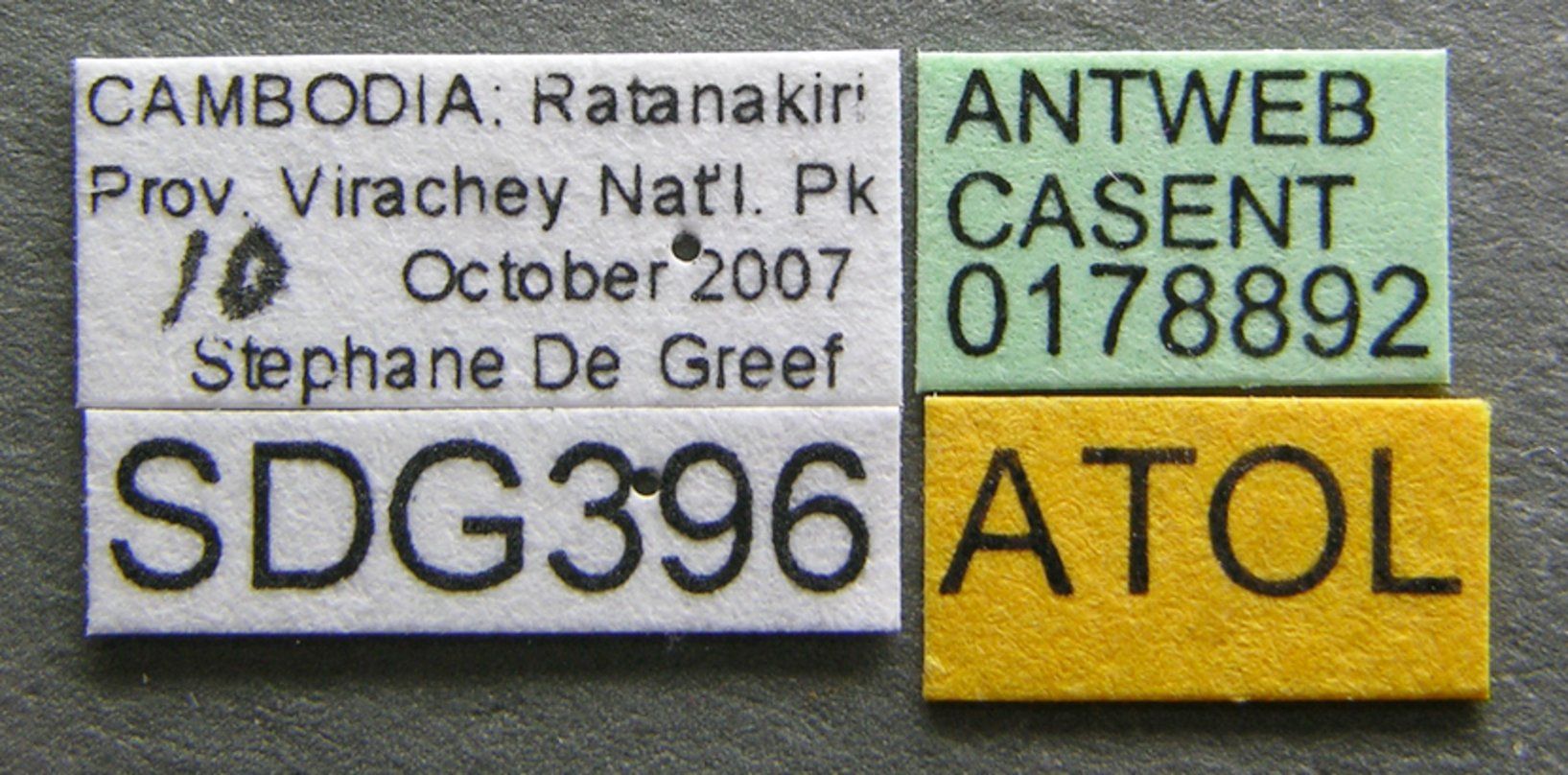
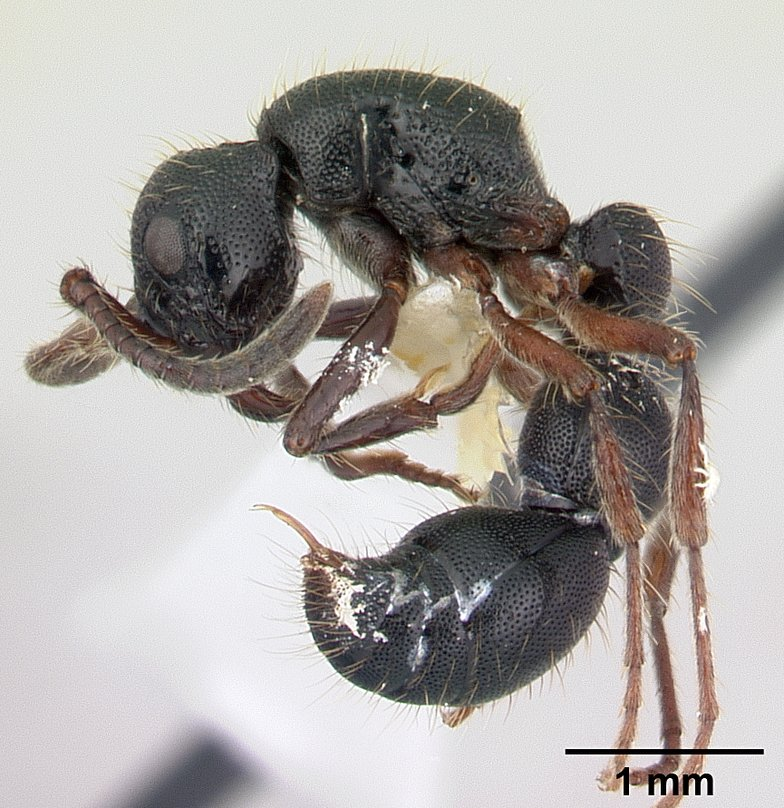